# ぼっち (落花生)

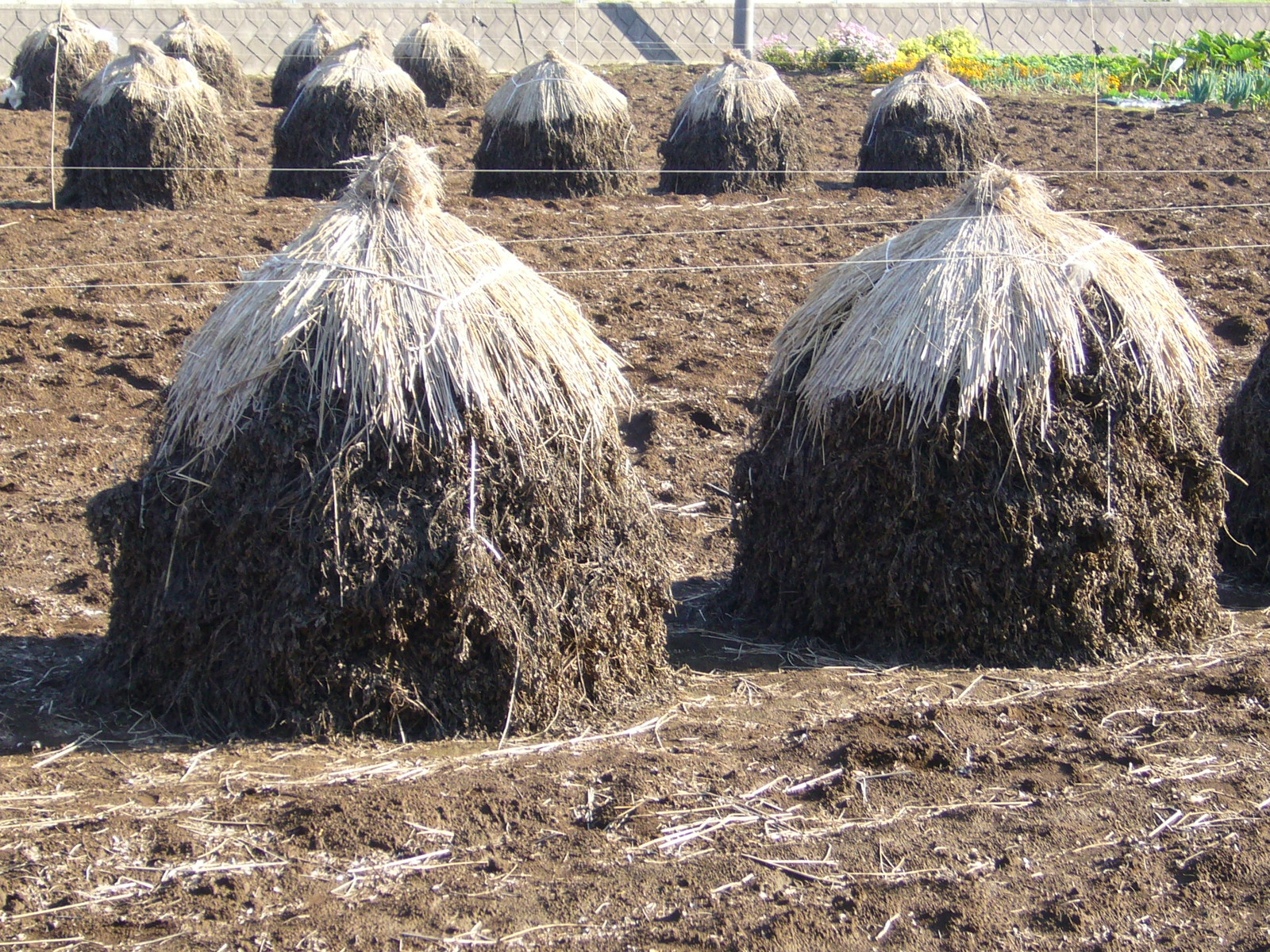
千葉県香取市のぼっち

ぼっちは、収穫した落花生を乾燥させるために作られる、円筒状の塊。ボッチ、ボッチ積み、豆ぼっち、落花ぼっち、落花生ぼっちとも称する。落花生は千葉県を代表する作物であり、秋の収穫期には畑に多くのぼっちが並び、特徴的な農業景観を作り上げる。
ぼっちという言葉は千葉県における呼称・俗称であり、共通語では野積みと言う。ぼっちを使った乾燥は、産地での長い栽培経験から生み出された日本独自のものである。

## ぼっち作り
収穫（掘り取り）を行ったばかりの落花生は実の半分ほど（40 - 50 %）を水分が占め、そのままでは腐ってしまう。落花生は掘りたての状態で茹でて食べることもでき、美味とされるが、生の落花生は1日で味や硬さが変化するので、冷凍食品以外では一般の流通に乗せることができず、通常は乾燥を行う必要がある。栽培面積が小さければ、収穫してすぐさやから実を取り出して筵（むしろ）に広げて干す、掛け干しにする、網袋に入れて風通しの良い軒下などで吊るし干しにするという方法を採れるが、栽培面積が大きい場合は労力や資材の面でこれらの方法を採ることは困難である。そこでぼっちを作って干すという作業が行われる。

### 予備乾燥「地干し」
ぼっちを作る前に「地干し」と呼ばれる予備乾燥を1週間ほど行う。地干しは落花生を3 - 5株ほど束にし、さやを上向きにして畑で干すという作業である。さやが乾燥したらひっくり返し、茎や葉を乾かす。地干しは腰を曲げて作業するため、人手は多い方が良い。地干しをすることで全体の水分が低下し、ぼっちを作ることができる。ただし、暖地や早掘りの産地では、地干し後の気温・湿度がまだ高いため、ぼっち作りには不向きである。千葉県農業試験場の竹内重之らの調査によると、晴天下での5 - 7日間の地干しにより茎や葉の水分は50 %以下に、さや実の水分は30 %程度まで低下する。地干しをしっかり行わないと、落花生にカビが生えてしまう。

### 本乾燥「ぼっち作り」
ぼっちを作る準備として、土中の水分が上がってくるのを防ぐため、畑にポリフィルムや稲わら・麦わらを敷く。次にぼっちの土台となる落花生の株をさやを上向きにして敷き詰める。土台を強くするため、土台には多くの株を投入し締め付けるようにする。その上に茎や葉の部分を外側、さやを内側にして、放射状に円く積んでいく。積むときは通風を考慮し、隙間を作りながら軽く積むようにする。積む作業は2 - 3人で行うと効率が良い。ぼっちの直径は1 m程度、高さは1.5 - 1.8 m程度となる。この大きさは、ぼっちを運搬するのにちょうどよい容積である。なお、ぼっちは畑10 aあたり4 - 5つ作れる。
ぼっちは秋から冬にかけて吹く北寄りの季節風を受けて、ゆっくりと落花生を乾燥させる。乾燥期間は1か月ほど（2か月かけることもある）で、その間に落花生の中のデンプンが糖に変化し、甘みが増し、渋みが抜けてコクが出る。

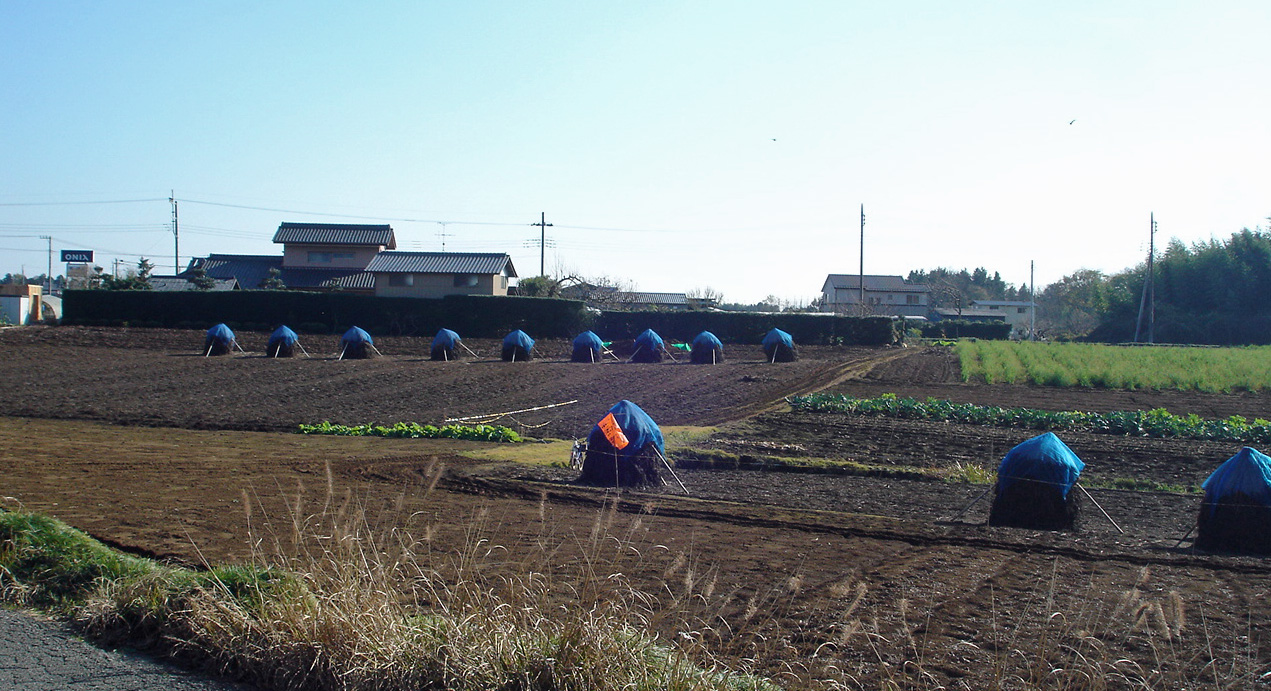
ビニールシートをかけたぼっちの例（茨城県龍ケ崎市）

ぼっちでの乾燥中にカラスによる食害を受けるおそれがあり、ひどい場合はぼっちを破壊されてしまう。このため、カラスの被害が大きい場合はテグスを張ったり、ぼっちに網掛けするなどしてぼっちを守る必要がある。ぼっちにはクモや昆虫が寒さをしのぐために集まってくる。また途中で降雨に見舞われた場合、カビが生えてさやの表面に黒斑が出るなど品質低下を招く。そこで雨よけのために稲わらの帽子や菰（こも）をぼっちのてっぺんにかける。ビニールシート（ポリフィルム）をかけると解説する文献もあるが、雨よけとしてビニールシートをぼっちの上にかけてしまうと通気性が悪くなり、乾燥が不十分となり味が落ちる。千葉県農業試験場で長年落花生を研究してきた高橋芳雄は、ビニールシートをかけたぼっちが最近（1990年前後）増えており、本来の効果を台無しにすると述べている。ビニールシートの上に稲わらの帽子をかけても同じである。また景観の面からも見る人の評価を下げてしまう。
ぼっちでの乾燥が終わるころには、さやの水分量は10 %以下（通常は6 %程度）まで減少する。このため、ぼっちの高さは作ったときから50 cmほど縮む。

### ぼっちを作らない場合
地干しとぼっちによる乾燥法が食味を良くすると指摘する資料は多いが、千葉県農林総合研究センターの研究チームは地干しを3日以上すれば後の乾燥方法がさやの中の実の成分に与える影響は小さく、機械や雨よけトンネルを使って乾燥させてもぼっちを使った乾燥と同等の品質が得られるという研究成果を発表している。ただし機械乾燥を行うと燃油代がかかるという欠点がある。
地域によっては、ぼっちを作らずに地干しした落花生を脱莢（だっきょう）して業者へ引き渡し、機械乾燥させている。機械乾燥法は短時間で乾燥できるという利点があるが、人工的な熱風を送って乾燥させるため食味が落ち、甘みの少ない落花生になるほか、落花生に含まれる油の変質を早めるという欠点がある。ぼっちでの乾燥は日本特有で、例えばアルゼンチンの場合は収穫期の3月にほとんど雨が降らないため、地干しのまま10日から2週間ほど干しておけば十分に水分が抜ける。また日本のように地干しでさやを上向きにすることはなく、ディガーと呼ばれる掘り取り機で自動的に株寄せする。

## ぼっちの解体
落花生の乾燥が終わると脱莢作業のため、ぼっちを1か所に集める。ぼっちの運搬にはリアカー・トラクター・耕耘機・軽トラックなどを用い、大きいため1つずつ運搬する。ぼっちの土台に棒を差し込んで傾けるとぼっちを崩さずに荷台に乗せられる。集めたぼっちを崩して1株ごとに分解して、脱莢機にかける。乾燥した落花生はもろく、株は脱莢機の回転刃で粉砕されその下にある送風機で株とさやに分離される。この際、粉砕された茎や葉が粉塵となり、さやや根についた土が土埃（つちぼこり）となって周囲に飛散するため、脱莢作業者は風上に立って脱莢作業を行う。脱莢したさやの乾燥が不十分だった場合は、さらに日光にさらして水分を飛ばす。
回収したさやは麻袋に入れて出荷する。千葉県での出荷単位は1袋30 kgであり、ぼっち1つで麻袋1袋半（45 kg）の落花生のさやが得られる。残った株は堆肥化して畑に戻すのが一般的であるが、立ち枯れが発生した畑では次に落花生を栽培するときに同じ症状が出ないよう、焼却処分する。
伝統的な脱莢機は、イネやムギ用の脱穀機を地元の町工場が落花生用に改良したものであった。生産現場では運搬の手間を軽くするためトラクター用のリフターを使う農家が増えてきており、脱莢機をトラクターに装着して運搬作業そのものを省く場合もある。しかし脱莢により土埃や粉塵が飛散するのは伝統的な脱莢と変わりない。
少量の場合は脱莢機を使わずに手作業でさやを外す、棒でさやを打ち落とす、はしごなどに打ち付けてさやを落とすこともできる。

## 地域資源としてのぼっち

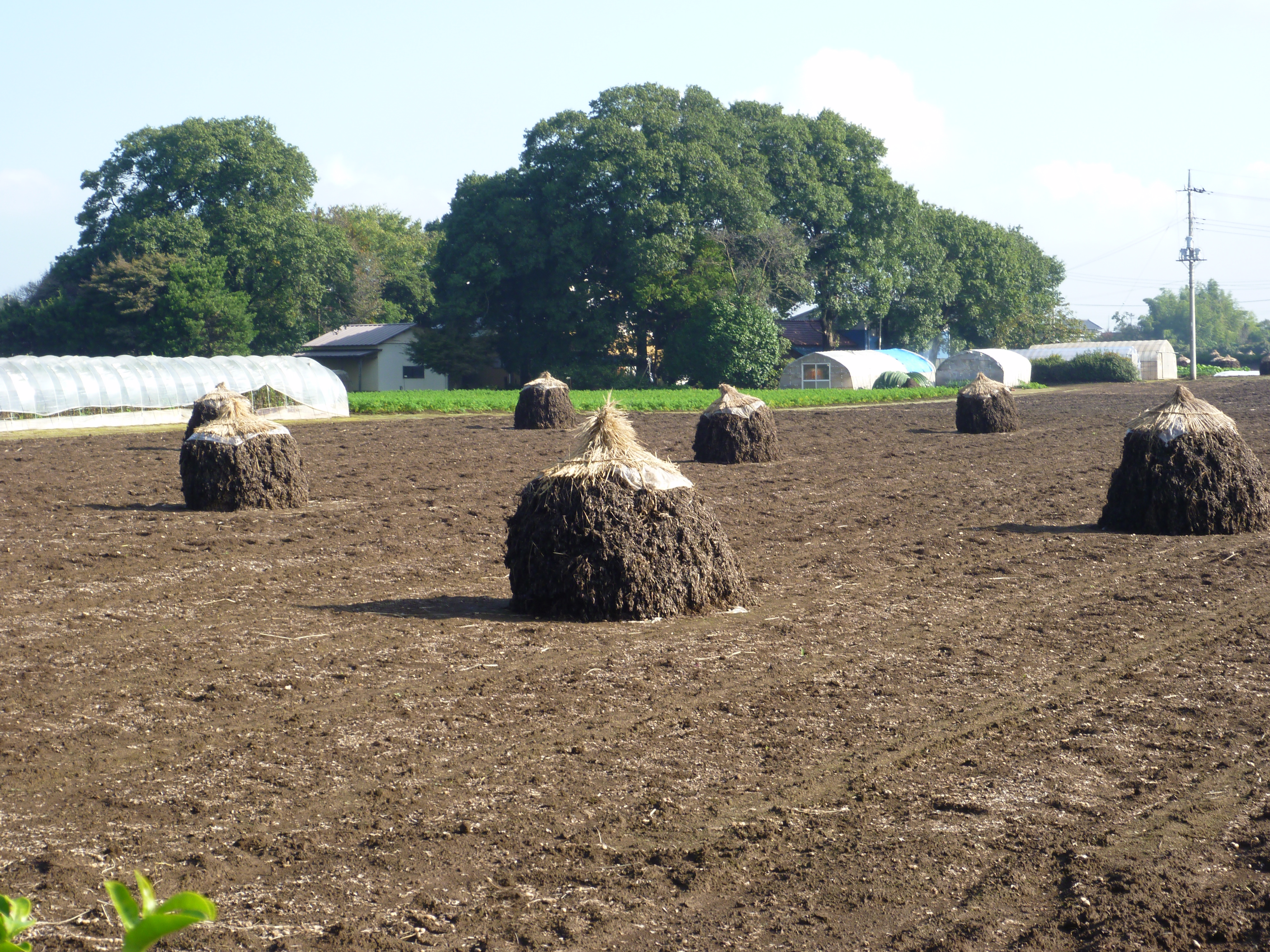
千葉県八街市のぼっち

下総台地では、ぼっちが秋から初冬にかけての風物詩となっている。特に大きな落花生畑では整然とぼっちが並ぶ光景が見られる。観光地理学者の山村順次ら「千葉県の郷土景観選定その観光的活用プロジェクト」研究チームは、2009年に「千葉県の郷土景観100」を選定し、千葉市と八街市の「落花生ぼっち景観（乾燥風景）」を選定した。山村は千葉県の作物としての落花生の知名度の高さに対して、実際の生産・収穫の様子があまり知られていないことを指摘し、ぼっちを見に来た訪問者に現地での落花生の試食や販売が検討できると提案した。しかし、青いビニールシートをかぶせたぼっちは郷土景観の評価を下げるので留意すべきとした。なお千葉市若葉区の下田農業ふれあい館が落花生の収穫やぼっち作り体験を開催したことがある。

### 「ぼっち」と名の付く商品など
- 落花生焼酎「ぼっち」 - 千葉県産の落花生と米で仕込んだ甲類乙類混和焼酎[41]。
- Bocchi - 株式会社セガワが取り扱う落花生製品（ピーナッツペーストなど）のブランド[42]。
- 房総ぼっち - 千葉県産落花生を使ったどら焼きのような菓子[43]。
- ふくふくぼっち - 落花生を使ったふんわりとした食感の菓子[44]。
- 八街市推奨店 ぼっち - 八街駅南口にある、落花生をはじめとする八街市の特産品を販売する店舗[45]。
- ぼっちくん - 八街駅南口商店街振興組合のゆるキャラで、「ぼっちの中から生まれてきた」という設定[46]。
- ぼっち畑 - 落花生とチョコレートを使ったサクサクした食感の菓子。[47]